# Discografia dei Broods
La discografia dei Broods, gruppo musicale neozelandese, comprende due album in studio, un EP, 7 singoli e un rispettivo numero di video musicali.

## Album
| Evergreen                                                         | - Pubblicato: 22 agosto 2014 - Etichetta: Dryden Street, Island Records, Polydor - Formati: CD, download digitale              | 1 | 5 | —  | 45 | - RIANZ: Oro |
| Conscious                                                         | - Pubblicato: 24 giugno 2016 - Etichetta: Dryden Street, Island, Capitol Records - Format: CD, cassette, download digitale, LP | 1 | 2 | 69 | 52 |              |
| "—" indica che l'album non è entrato in classifica in quel Paese. | |   |   |    |    |              |

## Singoli
| 2014                                                                 | Bridges            | 8  | 51 | —  | —  | 25 | 45 | Broods    |
| 2014                                                                 | Never Gonna Change | 40 | —  | 83 | —  | —  | —  | Broods    |
| 2014                                                                 | Mother & Father    | 12 | 54 | —  | —  | 36 | —  | Evergreen |
| 2014                                                                 | L.A.F              | —  | —  | —  | —  | —  | —  | Evergreen |
| 2015                                                                 | Four Walls         | 18 | —  | —  | —  | —  | —  | Evergreen |
| 2016                                                                 | Free               | 21 | 30 | —  | —  | 26 | 47 | Conscious |
| 2016                                                                 | Heartlines         | —  | —  | —  | 37 | —  | —  | Conscious |
| "—" indica che il singolo non è entrato in classifica in quel Paese. |                    |    |    |    |    |    |    |           |

## Video musicali
| Anno | Titolo                 | Regista/i                        |
| ---- | ---------------------- | -------------------------------- |
| 2014 | Never Gonna Change     | Remi Weekes                      |
| 2014 | Bridges                | Aleksander Hørup, Jeppe Kolstrup |
| 2014 | Bridges (versione USA) | Dori Oskowitz                    |
| 2014 | Mother & Father        | Jordan Arts                      |
| 2014 | L.A.F                  | Jordan Arts                      |
| 2016 | Free                   | Jessie Hill                      |
| 2016 | Heartlines             | Dano Cerny                       |